# こいつら100%伝説
『こいつら100%伝説』（こいつらひゃくパーセントでんせつ）は、岡田あーみんによる日本の漫画作品。

## 概要
戦国時代を舞台にしているが、市井に洋食屋や眼鏡店・ペットショップなどが存在し、当時は無かったラジオ番組が流されていて、洋風の結婚式が行われたりテニスの試合を行うなど、ギャグ作品らしく時代考証は徹底的に無視されている。作者の岡田は当初、本作を学園漫画として構想していたが、担当編集者が忍者にこだわったことから、構想を変更して最終的に忍者を題材にした経緯がある。岡田は忍者や中世の日本に造詣がなく、単行本3巻にて「難産だっただけに愛おしい作品」と述べている。

## あらすじ
時は戦国時代。白鳥城の姫・白鳥姫子は、敵対勢力に命を狙われていた。彼女の身を案じた家臣達は、城下の忍者道場に姫子を預けることを決意する。道場主の先生は快く引き受けるが、その弟子である極丸・危脳丸・満丸の三人組はいずれも問題児だった。不安になる家臣をよそに三人組は美人の姫子を大歓迎し、姫子と三人組の馬鹿馬鹿しくも楽しい日常が始まった。

## 登場人物

### 主要人物
白鳥姫子（しらとり ひめこ）
白鳥城の姫。白鳥城の後継者であるために敵対勢力から命を狙われており、身を守るために城下の忍者道場に預けられる。花柄の着物を着用し、大きな赤いリボンを結っている。美人であり、三人組を始め、多くの男達から好意を寄せられている。ターミネーターが停止する際は涙を流したり、修行の合間にお茶を淹れて三人組を労うなど、優しい心の持ち主である。お姫さま学習院に通っていたが、身の安全のために三人組と共に寺子屋学園へ編入した。また、社会見学を兼ねてアルバイトに挑戦するなど、積極的に行動する一面もある。作中で数少ない常識人であり、三人組の繰り広げる非常識な行動にしばしばツッコミを入れる。
最終回で密かに極丸に思いを寄せていたことが明らかになる。
極丸（きわまる）
三人組の1人。青い忍装束を着用、関西弁で喋る。姫子に惚れている。表情の変化に乏しく、笑ったり泣いたりすることはほとんどない（別冊付録掲載の、現代にタイムスリップする話では、作中登場する作者から「こいつこうでもせんと、泣かんからな。」とペンチで脇腹をつねられて涙を流させられるシーンがある）。マイペースで淡々としており、自己中心的で頻繁に他人を貶したり周囲の人間とトラブルを起こすなど、見た目に反して非常にエキセントリックな性格をしている。先生のことは「おっさん」と呼び、不遜な態度で接する。また、危脳丸に対しても酷い扱いをすることが多い。身体能力は高く、50メートルを1.3秒で走る。また、絵の才能がある。実家には部族の長老である祖母がいる。
危脳丸（あぶのうまる）
三人組の1人。髪の毛を金髪に染め、まつ毛が長く、白地に赤い星模様が散りばめられた忍装束を着用している。自信過剰なナルシストで、自分は女性から人気があると思っている。突然踊り出したり、生け花・書道・似顔絵などで奇抜なアートを披露する。姫子に惚れており、様々なアプローチを試みるがすべて裏目に出ている。極丸とコンビを組むことが多く、極丸の言動に対してツッコミ役に回り、意外に常識的な面を垣間見せることもある。実家には両親と弟、そして3年半仮死状態の祖父がいる。『ルナティック雑技団』に登場する子孫と同じく、恋する人の気持ちを一番に尊重する潔い面がある。最終回で姫子と極丸が両思いだと知り、身を引く。
満丸（まんまる）
三人組の1人。丸刈りで背は低く、黄色い忍装束を着用している。語尾に「ですぅ」をつけるのが口癖である。素直な性格だが、先生の尻に斧を打ち込むなど、時々常軌を逸した行動をとる。姫子に懐いており、姫子も彼を可愛がっている。ターミネーターと一緒にいることが多い。実家には満丸にそっくりなきょうだいが大勢いる。
小柄だが、忍者としての身体能力は高い。
先生
城下町で忍者道場を開いている老人。ハゲ頭に髭を生やしている。極丸・危脳丸・満丸の師匠である。非常に真面目で厳格な性格をしており、いつも騒動を繰り返す三人組に頭を痛めている。忍術の熟練者だが、三人組にしょっちゅう足を引っ張られており、彼らの起こす騒動に巻き込まれては流血沙汰の悲惨な目に遭っている。お静という妻がいたが、20年前に病気で亡くしている。書道・生け花・日本舞踊などにも精通しており、茶道暦30年のベテランである。
ターミネーター
通称「ターミィ」。殺人サイボーグで、顔がデューク東郷に似ている。現代から三人組を抹殺するために戦国時代へやってきたが、姫子に出会ったことで人の心に目覚める。エネルギー切れで活動停止してサイボーグセンターに返還されたが、エネルギーを与えられた後、命令を出される前に逃走して戦国時代に戻ってきたことで自由の身になった。その後は忍者道場で忍者見習いをしつつ、掃除や炊事など、道場内の家事全般を行う。未来から来た時はサイボーグらしいスーツ姿だったが、忍者道場で暮らすようになってからは作務衣を着用している。ほとんど「ターミネーター」としか喋ることができない。姫子に惚れており、ライバルの危脳丸から度々嫌がらせを受ける。体中に様々な科学兵器が仕込まれているが、脱走前に科学兵器のエネルギーをインプットすることを忘れて来たために一切使用できず、危脳丸から「ただの役立たずの中年のおっさん」と言われた。自我が芽生えたばかりで精神的には子供同様であるため、戦闘においては恐怖で暴走することが多く、先生に手裏剣で切りかかったり味方に目潰しを食らわそうとする。また、サイボーグなのに船酔いしたり虫歯になったり寝小便をしてはすぐに泣く。女好きであり、姫子の他に佐々木典子や男好きシスターズ等様々な女性にアプローチしていたり、女性の行水を覗く等痴漢行為も行っている。

### 傲慢城
貴佐光（きざみつ）
傲慢城の若殿。キザで高飛車な性格の持ち主である。姫子に好意を寄せており、何度も強引に性犯罪紛いのアプローチをするが、三人組の妨害を受けて失敗する。女中のねえやに頭が上がらない。弟子三人組とは恋敵のため犬猿の仲である。武芸に関しては刀で丸太を切りつけて姫子の木像を彫る腕前だが、実戦経験がないのでほとんど頼りにならない。
ねえや
傲慢城に仕える女中。眼鏡をかけており、訛りのある言葉で話す肥満体型の女性。自分の仕事を邪魔する者は誰であろうと容赦しない。姫子にはとても優しい。
ちなみに「若い頃はモテていた」とのこと。

### いじわる城
男好きシスターズ
いじわる城の姫で、姫子とは知り合いの姉妹。テンションが高く、自己主張が激しい。テニスの腕前は相当のものである。
誇張婦人（こちょうふじん）
男好きシスターズの姉。外見は名前の元ネタであるお蝶夫人に似ている。出席した結婚披露宴で危脳丸に一目惚れする。秘密兵キス（秘密兵器）はトマホークベーゼ。
加賀の淫蘭（かがのいんらん）
男好きシスターズの妹。外見は名前の元ネタである加賀のお蘭に似ている。出席した結婚披露宴で極丸に一目惚れする。極丸に甘えて迫り、接吻しようと近づいて腹を刺される。

### その他
ニセ商売屋（ニセしょうばいや）
メガネをかけてまげを結った明らかにうさんくさい商売人。幅広い業種で商売を手がけているが、呼び名のとおり全てインチキで、インチキ商売に極丸たちを巻き込んでは騒動を巻き起こす。
たいていニセ商売に伴う何らかの罪状で警察に追われており、極丸たちにニセ商売とバレた直後に見つかってそそくさと逃げ出すのがお約束。捕まっても脱獄してすぐ新しい商売に手を出している。
宇三九才（うさん くさい）、出鱈目嘘衛門（でたらめ うそえもん）など多くの偽名を持つ。
発禁スレスーレさん（はっきんスレスーレさん）
ニセ商売屋がぎっくり腰専門の医者（この時は仮面をつけて、何処乃馬野骨男（どこのうまの ほねお）という偽名も用いていた）として登場した時に知人として呼んだ霊媒医師。宙に浮き、「マカペー」「マカミーヤ」などの意味不明な言語で喋る。指先や目からビームを出す。
ポンドロチョン
貴佐光が自身のバースデーパーティの会場にした船の船長。南蛮人で、日本食が体質に合わず、時々発作を起こして錯乱状態となる。国名を用いた駄洒落を頻繁に使う。
吸血鬼
先生一行が迷い込んだ森の奥深くに棲む吸血鬼。屋敷の中にバーカウンターがあり、人間の血をカクテルとして供する趣味がある。
キク
作中で唯一、ターミネーターに好意を持った女性。不良だが身持ちは堅いタイプ。彼の言葉が理解出来る。
洋食屋のオーナー
三人組が日射病で倒れた、姫子のために南蛮渡来の扇風機を買うため、臨時奉公へ行った、町の洋食店のオーナーシェフ。
危脳丸・満丸をホール担当、極丸を厨房担当で採用するが、極丸のミスでボヤ騒ぎが起き、精神に異常をきたす。

## 反響
じゃまおくんは舞台を戦国時代、題材を忍者にしたせいかギャグが『お父さんは心配症』よりさらにレッドゾーンに振り切られたキレの良さで、わかる人はよくわかるが分からない人には全く分からない境地に入っていて、変態ギャグはよく意味が分からない奇妙奇天烈なギャグ三昧の作品で、タイトルの「100%」の意味するところもわからないと評した。
津村記久子は岡田作品で一番に挙げ、見習い忍者3人と師匠それに加えてターミネーターの徒労感がとても楽しく、コマの隅々で凝ったシチュエーションのギャグが展開されて手抜きがなく、どんなに小さいコマでも見逃せず1ページ平均5コマ中3コマはギャグの見どころがあるのは驚きしかなく感覚を絵で表現するのは天才的で、考え抜かれた「そのコマの最善」が表され1つのシチュエーションに注がれるアイデアとエネルギーが凄く、単行本や文庫版の巻数からして短そうだが本作の情報量の多さは気が遠くなるほどで全てを取り上げることはまず無理だと評した。